# Ostafrikanischer Schilling

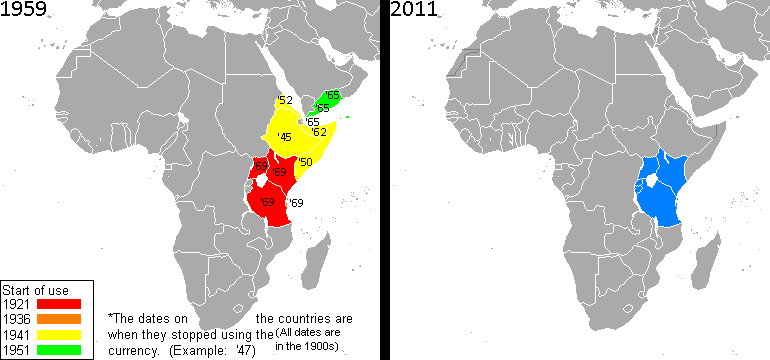
Verbreitungsgebiet des Ostafrikanischen Schillings. Die Farben zeigen das Jahr der Einführung, die Jahreszahlen innerhalb der Länder (alle 1900) das Jahr der Ablösung. Rechts das geplante Gebiet des neuen Ostafrikanischen Schillings.

Der Ostafrikanische Schilling (englisch: East African shilling) war von 1921 bis 1969 die Währung der Britischen Kolonien in Ostafrika. Er wurde vom East African Currency Board (EACB) herausgegeben.
East African shilling ist auch der Name, den die Ostafrikanische Gemeinschaft (East African Community) für die geplante gemeinsame Währung vorgesehen hat.

## Geschichte

### Erster Ostafrikanischer Schilling
Der Ostafrikanische Schilling wurde am 1. Januar 1921 in Kenia, Tanganjika (heute das Festland von Tansania) und Uganda eingeführt und im Juni 1923 die offizielle Währung. Er ersetzte den kurzlebigen Ostafrikanischen Florin bei einem Wechselkurs von 2 Schilling = 1 Florin. Die Währung war an den Pfund Sterling im Verhältnis 20 Schilling = 1 Pfund Sterling gebunden. Ein Schilling war in 100 Cent unterteilt. 1936 trat Sansibar dem Currency Board bei, und die Sansibar-Rupie wurde bei einem Wechselkurs von 1,5 Schilling = 1 Sansibar-Rupie durch den Ostafrikanischen Schilling ersetzt. In diesen Ländern blieb der Ostafrikanische Schilling bis 1964 gesetzliches Zahlungsmittel.
Die 5- und 10-Cent-Stücke des Jahres 1936 waren die einzigen umlaufenden Münzen des Empires (abgesehen von zwei indischen Fürstenstaaten), die den Namenszug von Edward VIII. trugen.
Nach der Niederlage Italiens im Zweiten Weltkrieg und der Auflösung Italienisch-Ostafrikas 1941 wurde der Ostafrikanische Schilling auch in Teilen des heutigen Somalia, Äthiopien und Eritrea verwendet, als diese unter britische Kontrolle fielen. Vor 1941 war die Italienisch-Ostafrika Lira Zahlungsmittel. Italienisch-Somaliland wurde 1949 unter UN-Treuhand an Italien zurückgegeben und wechselte bald zum Italienisch-Somaliland Somalo, welcher dem Wert des Ostafrikanischen Schillings entsprach. Britisch-Somaliland erlangte 1960 die Unabhängigkeit und gründete gemeinsam mit dem ehemaligen Italienisch-Somaliland Somalia. Somalia führte den Somalia-Schilling ein, welcher ebenfalls dem Wert des Ostafrikanischen Schillings entsprach.
Äthiopien erlangte mit Hilfe der Briten 1941 wieder die Unabhängigkeit und begann den Ostafrikanischen Schilling zu verwenden. Maria-Theresien-Taler, Indische Rupien und das Ägyptische Pfund waren anfangs weitere gültige Zahlungsmittel. Nach Erlangen der vollen Unabhängigkeit Ende 1944 wurde 1945 der Äthiopische Birr mit einem Wechselkurs von 1 Birr = 2 Schilling wieder eingeführt.
Eritreas Zugehörigkeit zu Italien wurde 1941 durch alliierte Streitkräfte beendet. Das Gebiet wurde unter britische Militärverwaltung gestellt und begann den Ostafrikanischen Schilling sowie das Ägyptische Pfund zu verwenden. Die Lira wurde 1942 aus dem Verkehr gezogen. 1952 bildete Eritrea eine Föderation mit Äthiopien und übernahm den Äthiopischen Birr als Währung.
1951 ersetzte der Ostafrikanische Schilling die Indische Rupie in der Kolonie Aden, welche 1963 zum Staat Aden innerhalb der Südarabischen Föderation wurde. Mit dem Zusammenbruch des East African Currency Board 1965 wurde der Schilling in der Südarabischen Föderation vom Südarabischen Dinar abgelöst.
In den Ländern Ostafrikas, die dann noch den Ostafrikanische Schilling verwendeten, war er nach Erlangen der Unabhängigkeit 1964 durch die Landeswährungen Kenia-Schilling, Uganda-Schilling und Tansania-Schilling ersetzt worden.

### Zweiter Ostafrikanischer Schilling
Am 30. Juni 2010 hat die Ostafrikanische Gemeinschaft (East African Community, EAC) bestehend aus den Staaten Burundi, Kenia, Ruanda, Tansania und Uganda, die Erreichung des zweiten Meilensteins auf dem Weg zu einer einzigen ostafrikanischen Regierung gefeiert: Einen gemeinsamer Markt für alle Menschen, Produkte, Dienstleistungen und das Kapital. Dabei wurden Termine für den dritten Meilenstein definiert: Die Währungsunion sollte 2012 erreicht werden, eine gemeinsame Währung, der East African Shilling, im Jahr 2015.
Dieser Termin wurde erst auf das Jahr 2024 verschoben. Bei einem Treffen im Oktober 2019 in Arusha wurde festgestellt, dass auch dieser Termin nicht erreichbar war. Das East African Monetary Institute (EAMI), eine Zentralbank, die 2015 hätte eingerichtet werden sollen, war 2019 immer noch nicht in Betrieb. Auch bei der Einhaltung von Grenzwerten für Haushaltsdefizit und Inflation über drei Jahre bis 2021 waren die Teilnehmerstaaten langsamer als erwartet.

## Münzen

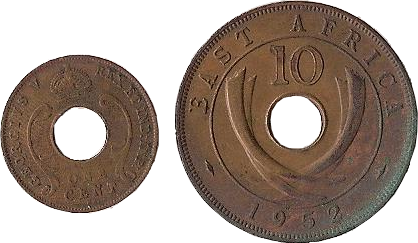
1-Cent- und 10-Cent-Münze des Ostafrikanischen Schilling

1921 wurden 5- und 10-Cent-Lochmünzen aus Bronze sowie 50-Cent- und 1-Schilling-Lochmünzen aus Silber in Verkehr gebracht, eine bronzene 1-Cent-Lochmünze folgte 1922. Silber wurde 1948 durch Kupfernickel ersetzt. Die letzten Münzen wurden 1964 produziert, als die Kolonien die Unabhängigkeit erlangten.

## Banknoten
Das East African Currency Board gab 1921 Banknoten mit den Nennwerten 5, 10, 20, 100, 200, 1000 und 10.000 Schilling aus. Auf den Banknoten zu 20 Schilling und höher war auch der jeweilige Gegenwert in Pfund Sterling (£1, £5, £10, £50 und £500) aufgedruckt. 1943 wurden einmalig 1-Schilling-Banknoten ausgegeben. Die 1000-Schilling-Banknoten wurden bis 1933 und die 10.000-Schilling-Banknoten bis 1947 ausgegeben. Die übrigen Nennwerte wurden bis 1964 ausgegeben.